# Matti Köli
Matti Köli, né le 24 décembre 1930, à Nurmijärvi, en Finlande et mort le 1er janvier 2018, est un ancien joueur finlandais de basket-ball.